# Konjugierte Linolensäuren
Konjugierte Linolensäuren (engl. conjugated linoleic acids oder abgekürzt CLnA) ist eine allgemeine Bezeichnung für dreifach ungesättigte C:18 Fettsäuren (Octadecatriensäuren) mit konjugierten Doppelbindungen. Es handelt sich um Stellungs- und Stereoisomere der α-Linolensäure.
Zu ihnen gehören:
- α- und β-Calendulasäure
- Catalpinsäure
- α- und β-Eleostearinsäure
- Punicinsäure